# Samuel Anderson (Leichtathlet)
Samuel Anderson (Samuel Aurelio Anderson Schweyer; * 25. September 1929 in Matanzas; † 18. August 2012 in Riverview, Hillsborough County, Florida) war ein kubanischer Hürdenläufer und Sprinter.
Bei den Zentralamerika- und Karibikspielen 1950 in Guatemala-Stadt gewann er Silber über 110 m Hürden. 1951 holte er bei den Panamerikanischen Spielen in Buenos Aires Bronze über 110 m Hürden mit seiner persönlichen Bestzeit von 14,2 s und wurde Sechster über 400 m Hürden.
Bei den Olympischen Spielen 1952 in Helsinki schied er über 110 m Hürden im Vorlauf aus und erreichte in der 4-mal-100-Meter-Staffel das Halbfinale.
1954 siegte er über 110 m Hürden bei den Zentralamerika- und Karibikspielen in Mexiko-Stadt, und 1955 wurde er in derselben Disziplin Vierter bei den Panamerikanischen Spielen in Mexiko-Stadt.